# Blumenthal (Hellenthal)
Blumenthal ist ein Ortsteil der Gemeinde Hellenthal im Kreis Euskirchen in Nordrhein-Westfalen.

## Lage
Der Ortsteil liegt an der Bundesstraße 265 am Reifferscheider Bach. Dieser mündet im Ort in die Olef. Die Oleftalbahn tangiert auf ihrem Weg von Kall nach Hellenthal den westlichen Ortsrand.

## Geschichte
Im Jahre 1282 wurde Blumenthal erstmals urkundlich erwähnt. Früher trennte die Dorfstraße den Ort in zwei Teile, die Gemarkung und die Einwohner auf der einen Seite gehörten zur Herrschaft Schleiden, die auf der anderen Seite zur Herrschaft Reifferscheid.
Eine zentrale Wasserversorgung für Blumenthal gibt es seit 1897. Die 1904 eingeweihte Synagoge wurde in der Reichspogromnacht 1938 zerstört. 1906 erhielt der Ort Stromversorgung und 1979 Gasversorgung.

## Industrie
Mittelpunkt des Ortes war die Eisenhütte auf Schleidener Gebiet, die erstmals im Jahre 1438 erwähnt wurde. Schon im 16. Jahrhundert waren in Blumenthal Zweige der bedeutendsten Reidemeisterfamilien ansässig, die Peuchen, Poensgen und Schoeller. Peter Jacob Poensgen (1790–1866), der den Niedergang der Eisenindustrie erlebte, war der wohlhabendste Hüttenbesitzer der weiteren Umgebung. In Blumenthal begründete er das Walzwerk (1845) und die Feindrahtzieherei (1848). 1875 wurde der letzte Hochofen abgeblasen.

## Kirche
Im 16. Jahrhundert wurde die Pfarrkirche St. Brigida erbaut.

## Verkehr

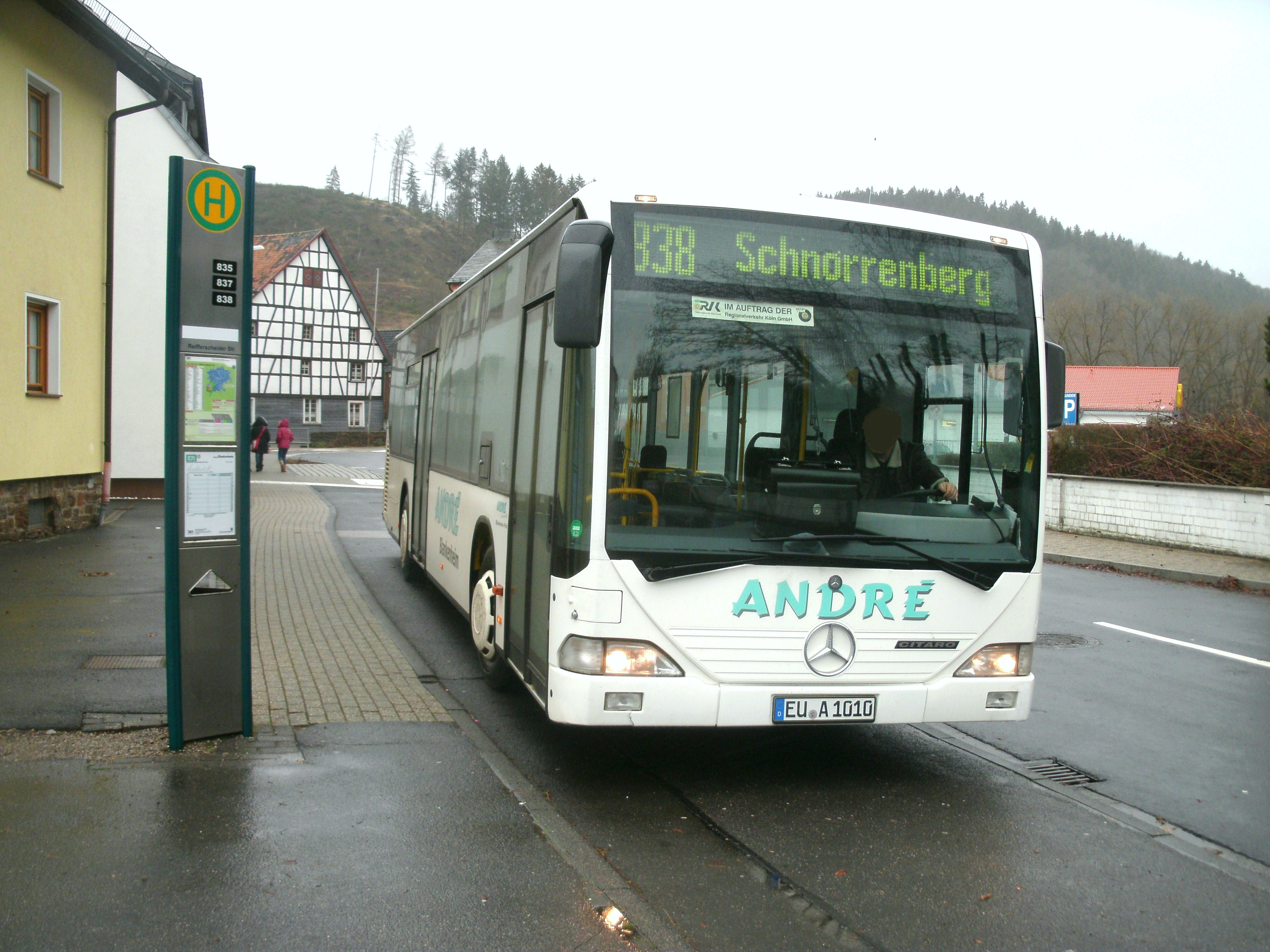
Linienbus nach Schnorrenberg in Blumenthal Reifferscheider Str.

Die VRS-Buslinien 829, 837, 838, 879 und SB81 der RVK verbinden den Ort, größtenteils als TaxiBusPlus, mit Hellenthal, den Nachbarorten und mit Kall.
| Linie | Verlauf |
| ----- | --- |
| 829   | (Kall Bf – Kall Gemünder Str – Anstois – Gemünd – Nierfeld – Olef –) Schleiden – Oberhausen – Blumenthal – Hellenthal |
| 837   | MiKE (außer im Schülerverkehr): Hellenthal Busbf – Blumenthal – Dommersbach – Kammerwald – Reifferscheid – (Zingscheid –) Wiesen – Manscheid – (Bungenberg –) Winten – (Heiden –) Unterschömbach – Oberschömbach – Kreuzberg – Hecken (– Paulushof) |
| 838   | MiKE (außer im Schülerverkehr): Hellenthal Busbf – Blumenthal – Dommersbach – Kammerwald – Reifferscheid – (Hönningen/Büschem – Dickerscheid – Oberreifferscheid – Hahnenberg –) Wiesen Abzw – (Haus Eichen – Wahld – Hescheld –) Sieberath – Kradenhövel – Unterwolfert – (Unterdalmerscheid – Oberdalmerscheid –) Oberwolfert – Wittscheid – Zehnstelle – Grube Wohlfahrt – Rescheid – Giescheid – Rescheid – Schwalenbach – Kamberg – Schwalenbach – Schnorrenberg (– Neuhaus) |
| 879   | MiKE / AST-Verkehr: Wildgehege – (Hohenberg ←) Oleftalsperre – (Hohenberg →) Hellenthal – Blumenthal – Ingersberg – Eichen – Felser – Wollenberg |
| SB81  | Schnellbus: Kall Bf – Kall Gemünder Str – Anstois – Gemünd – Nierfeld – Olef – Schleiden – Oberhausen – Blumenthal – Hellenthal |

Auf der Oleftalbahn verkehren seit Herbst 2010 an Sonntagen Züge im touristischen Verkehr.

## Persönlichkeiten
- Eugen Virmond (1844–1906), Lokalhistoriker, Schriftsteller und Postverwalter
- Mimi Poensgen (1878–1958), Opernsängerin und Gesangspädagogin
- Ludwig Keimer (1892–1957), Ägyptologe